# Соколув (гміна Ґощанув)
Соколув (пол. Sokołów) — село в Польщі, у гміні Ґощанув Серадзького повіту Лодзинського воєводства.
Населення — 129 осіб (2011).
У 1975-1998 роках село належало до Серадзького воєводства.

## Демографія
Демографічна структура станом на 31 березня 2011 року:
|          | Загалом | Допрацездатний вік | Працездатний вік | Постпрацездатний вік |
| -------- | ------- | ------------------ | ---------------- | -------------------- |
| Чоловіки | 68      | 9                  | 52               | 7                    |
| Жінки    | 61      | 6                  | 39               | 16                   |
| Разом    | 129     | 15                 | 91               | 23                   |